# Арьитея
Арьите́я (греч. Δήμος Αργιθέας) — община (дим) в Греции. Входит в периферийную единицу Кардица в периферии Фессалия. Население 3450 человек по переписи 2011 года. Площадь общины — 372,877 квадратного километра. Плотность — 9,25 человека на квадратный километр. Административный центр — Антирон. Димархом на местных выборах в 2019 году избран Андреас Стергиу (Ανδρέας Στεργίου).
Топоним Арьитея (Αργιθέα) состоит из слов ἀργός + θέα и может переводиться как «отличный вид», «бесконечный вид», «белый вид» (из-за ясности). Тит Ливий упоминает Аргитею (лат. Argithea) как столицу Афамании.
Община Арьитея создана в 1997 году (ΦΕΚ 244Α), в 2010 году (ΦΕΚ 87Α) по программе «Калликратис» к общине присоединены населённые пункты упразднённой общины Ахелоос, а также сообщества Атаманес.
Община (дим) Арьитея делится на три общинные единицы.